# جان بیلر
جان بیلر (انگلیسی: John Biller; ۱۴ نوامبر ۱۸۷۷ – ۲۶ مارس ۱۹۳۴) ورزشکار دو و میدانی اهل ایالات متحده آمریکا بود.